# غلامحسین صابر
غلامحسین صابر، زاده ۱۳۲۰ خورشیدی، نقاش، عکاس، و استاد نقاشی ایرانی است. صابر در سبک‌های بسیاری از جمله رئالیسم، امپرسیونیسم، و پساامپرسیونیسم کار کرده‌است. موضوع غالب کارهای او پرتره افراد کوچه و بازار و منظره‌های جنوب غربی ایران، به ویژه استان فارس و اطراف شیراز است.

## سال‌های جوانی و تحصیلات
صابر در سال ۱۳۲۰ خورشیدی در شیراز به دنیا آمد. پدرش محمد حسن و مادرش رضوان صابر بود. جد بزرگش میرزا مهدی صابر، شاعر و خوشنویس، معاصر محمدشاه قاجار و ناصرالدین شاه قاجار بود. استعداد و علاقه صابر به نقاشی از همان دوران کودکی مورد توجه معلمان مدرسه اش قرار گرفت. در حالی که هنوز در کلاس دهم بود، متقاعد شد که می‌خواهد هنرمند شود. در آن سال، خواهرش، که مدیر هنرستان دختران در شیراز بود، از خلیل نگارگر، نقاش شیرازی که به سبک کمال الملک کار میکرد و در هنرستان استاد نقاشی بود، خواست که به صابر نقاشی یاد دهد. نگارگر برای یک سال هر جمعه به خانه صابر می رفت و در این مدت  اصول اولیه ساخت رنگ، کار با رنگ روغن، چگونگی ساختن بوم نقاشی، و کپی برداری از آثار استادان قدیمی را، که در میان نقاشان آن دوره در ایران رایج بود، به او آموخت. او همچنین داستان‌هایی از زندگی استادان بزرگ کلاسیک، به ویژه رافائل، تیتیان، و رامبراند، برای هنر آموز جوان حکایت می‌کرد و اشتیاق او را برای یادگیری هنر شعله‌ور تر می‌کرد.
در سال ۱۳۳۸ خورشیدی، در کلاس ۱۱ دبیرستان، صابر با ارسال کپیه ای از یک پرتره رپین در یک نمایشگاه گروهی از آثار هنر آموزان شرکت کرد. در این نمایشگاه او با یکی از دوستان خواهرش به نام جهانگیر مهربان پور آشنا شد. جهانگیر دانشچوی پزشکی و اهل مطالعه بود، انگلیسی می‌دانست و در اوقات فراغت نقاشی می‌کرد. او به صابر گفت که کپی کردن اتلاف وقت است و او را تشویق به طراحی و نقاشی از زندگی واقعی و مردم کوچه و خیابان کرد. آن دو با هم دوست شدند و چند باری برای طراحی زنده از آدمهای کوچه و بازار با هم بیرون رفتند. بعد از آن صابر روزهای تعطیل به تنهایی برای طراحی بیرون می‌زد.
صابر در سال ۱۳۳۹، پس از پایان دبیرستان، در مقطع کارشناسی رشته تاریخ و جغرافیا در دانشگاه شیراز  پذیرفته شد. محیط علمی و نوآورانه دانشگاه به او چشم‌انداز وسیع تر و عمیق‌تری از جهان بخشید. دوستان جدیدی در بین دانشجویان پیدا کرد، نویسندگانی را کشف کرد که قبلاً با آنها آشنایی نداشت و با موسیقی کلاسیک آشنا شد.
از سال ۱۳۶۰ خورشیدی به بعد دانشگاه پنسیلوانیا به دولت ایران در تاسیس دانشگاه پهلوی، بر اساس آموزش عالی به سبک آمریکایی، کمک می‌کرد. در نتیجه کتابخانه دانشکده ادبیات با خرید مجموعه‌های بزرگی از کتاب‌های انگلیسی، از جمله تعداد زیادی کتاب در زمینه هنرهای تجسمی، در حال گسترش بود. صابر زمان زیادی را در کتابخانه به مطالعه آثار استادان قدیمی می‌گذراند. به مرور زمان با امپرسیونیست‌ها و به ویژه مونه و کامیل پیسارو آشنا شد و سخت مجذوب آنها و شیوه کارشان شد.
در سال ۱۳۴۳ خورشیدی، صابر با مدرک کارشناسی تاریخ و جغرافیا از دانشگاه شیراز فارغ‌التحصیل شد. سال بعد یک دوره یک ساله را در دانشسرای عالی تهران (که بعد به دانشگاه خوارزمی تغییر نام داد) گذراند تا بتواند به عنوان دبیر در وزارت آموزش و پرورش کار کند.

## زندگی حرفه ای
صابر، پس از پایان دوره یک ساله دانشسرای عالی، در سال ۱۳۴۴ به عنوان دبیر به استخدام وزارت آموزش و پرورش درآمد و به خرمشهر، شهر بندری کوچکی در ساحل شرقی رودخانه کارون منتقل شد. سه سالی که او در خرمشهر گذراند نقشی حیاتی در پیشرفت حرفه ای اش به عنوان یک هنرمند امپرسیونیست داشت. در عین حال، نقاشی‌های آن دوره او، با تمایل‌های شدید واقع گرایانه و اکسپرسیونیستی، منعکس کننده مبارزات و رنج‌های مردم جنوب در میان مناظر گسترده و غنی استان خوزستان است.
در سال ۱۳۴۷ صابر به زادگاهش شیراز منتقل شد و به تدریس هنر، تاریخ، و جغرافیا در دبیرستان‌های مهرآیین و شاپور پرداخت. او همچنان در اوقات فراغت به نقاشی ادامه می‌داد. در ابتدا، همانند سال‌های خرمشهر، آثار او، به‌ویژه پرتره‌هایش، با رنگ‌های تیره‌تر و قلم‌موهای قوی‌تر، ظاهری اکسپرسیونیستی داشت. از اواسط دهه هفتاد، با الهام از آثار امپرسیونیست‌ها و متأثر از آسمان درخشان و خورشید خیره کننده استان فارس، به تدریج این رویکرد را کنار گذاشت. استفاده از رنگ‌های زنده امپرسیونیستی با سبکی تلطیف شده شبیه به پیش رافائلی، خصیصه بارز کارهای این دوران اوست. این گرایش به رنگ‌های زنده‌تر و خالص‌تر در دهه پنجاه خورشیدی ادامه یافت و منجر به یک سبک منحصر به فرد امپرسیونیستی و پوینتیلیستی شد.

## آموزش هنر
در مهرماه ۱۳۴۷ وزارت فرهنگ و هنر یک آموزشکده هنر به نام «خانه فرهنگ شماره یک» در خیابان فردوسی شیراز افتتاح کرد. ناصر کجوری مدیر کل این وزارتخانه در استان فارس از صابر خواست کلاس‌های نقاشی این مرکز را راه اندازد. این آغاز کار صابر به عنوان معلم نقاشی بود. شرکت در کلاس‌های نقاشی خانه فرهنگ برای همه آزاد بود و تنها شرط آن علاقه به نقاشی بود. به غیر از تکنیک‌های طراحی و نقاشی، کلاس‌ها شامل جلسه‌های تئوری و تاریخ هنر بود. به علاوه، در این کلاس‌ها، در خلال نقاشی، صابر در زمینه‌های مختلف علمی و هنری سخن می‌گفت و هنرجویان را با ستاره‌شناسی، ادبیات، عکاسی، سینما، و موسیقی کلاسیک آشنا می‌کرد. طی ۳۲ سال صابر صدها هنرآموز تربیت کرد. بسیاری از شاگردان او خود به هنرمندان و مربیان برجسته هنری تبدیل شده‌اند. صابر در سال ۱۳۷۹ از تدریس در خانه فرهنگ بازنشسته شد و به همراه همسرش زهرا انتظاری آموزشگاه خصوصی هنری افق را افتتاح کرد. او تقریباً ۲۰ سال در آنجا به تدریس ادامه داد.

## عکاسی
صابر از دوران دانشجویی با عکاسی آشنا شد. یکی از مشوق‌های او برای پیگیری عکاسی، یپرم آرتونیانس، مشهور به موسیو ژرژ، بود. موسیو ژرژ صاحب یک استودیو و فروشگاه عکاسی در شیراز بود. صابر عکاسی را با همان اشتیاق و پشتکاری که در نقاشی به خرج می‌داد دنبال کرد. موضوعات عکس‌های او، همانند نقاشی‌هایش، طبیعت بی‌جان، پرتره، و مناظر روستایی است. در سال ۱۳۸۲ خورشیدی نمایشگاهی از عکس‌های او در گالری سبز تهران به نمایش گذاشته شد.

## جوایز و تقدیرها

بزرگداشت غلامحسین صابر، شیراز، ۱۳۹۸

در سال ۱۳۸۰ استانداری فارس خانه موروثی صابر را، به همراه بیست اثر او، به قصد ایجاد موزه صابر، از او خرید. این خانه بنایی ۲۰۰ ساله، با گچ بری و مقرنس کاری‌های زیبا، در محله تاریخی نزدیک شاه چراغ شیراز است. در سال ۲۰۰۳ طی مراسمی موزه رسماً به روی عموم باز شد. این متأسفانه دیری نپایید و ظرف چند سال آثار او به مکان نامعلومی منتقل، و موزه تعطیل شد.
در بهار سال ۱۳۸۴، موزه هنر مشکین‌فام شیراز در قدردانی از خدمت‌های صابر به هنر شیراز، نمایشگاهی جامع از آثار دوران مختلف صابر برگزار کرد.
در اردیبهشت ۱۳۹۸ اداره فرهنگ و ارشاد اسلامی، به همراه شهرداری شیراز، مراسم بزرگی با شرکت عده زیادی از هنرمندان و هنردوستان در بزرگداشت صابر در هتل همای شیراز برگزار کرد. در این مراسم لوح تقدیری از سوی اداره فرهنگ به صابر اهدا شد و عده ای از هنرمندان در تجلیل او سخنرانی کردند.  این مراسم همراه با رونمایی از کتاب گزیده آثار صابر، «بهشت نور و رنگ»، و تمبر یادبود او بود. هم زمان با این مراسم نمایشگاهی از کارهای صابر در گالری وصال شیرازی، واقع در هتل هما، برگزار شد.

## کارهای سال‌های نخست

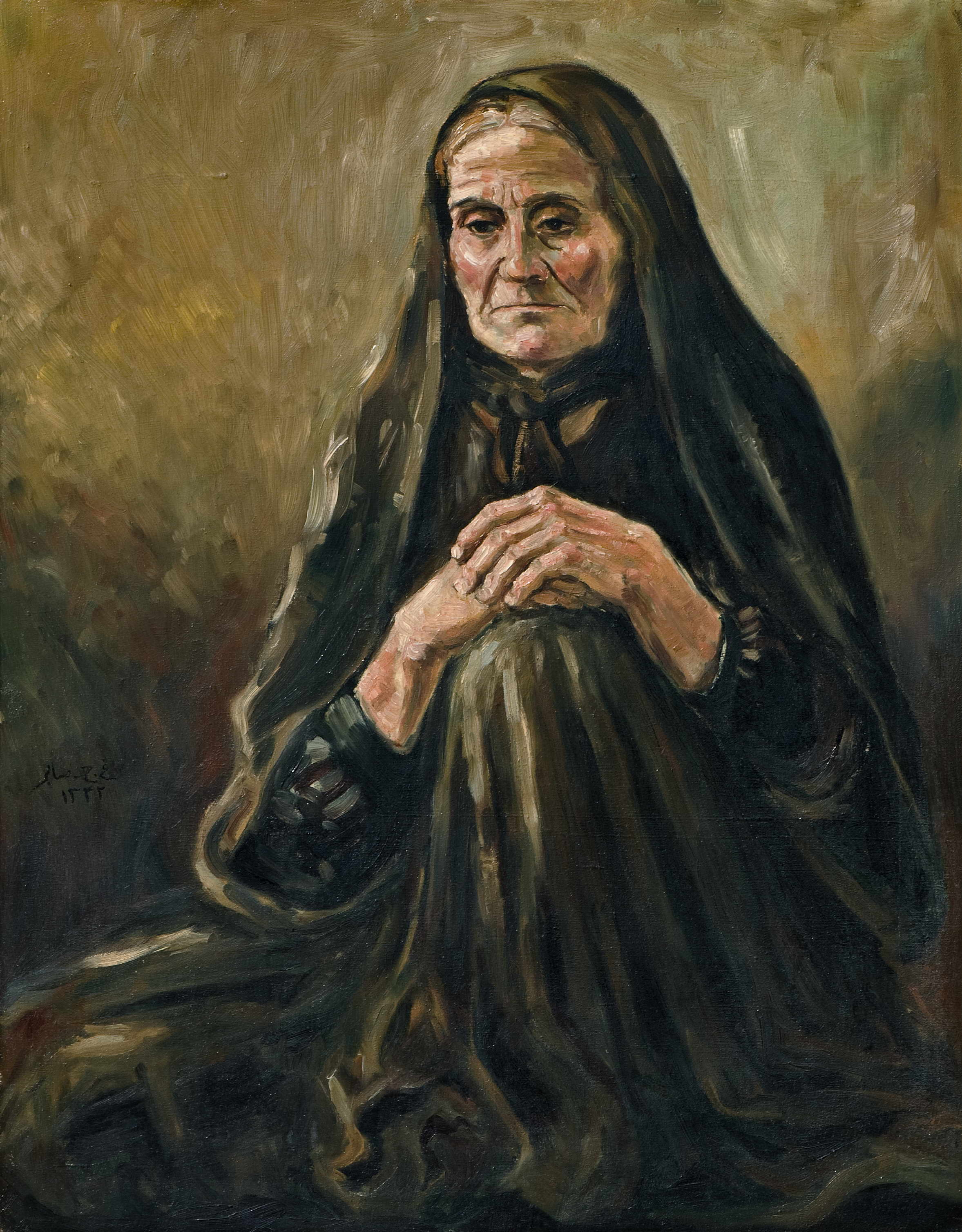
پیرزن، ۱۳۴۲، رنگ روغن روی بوم
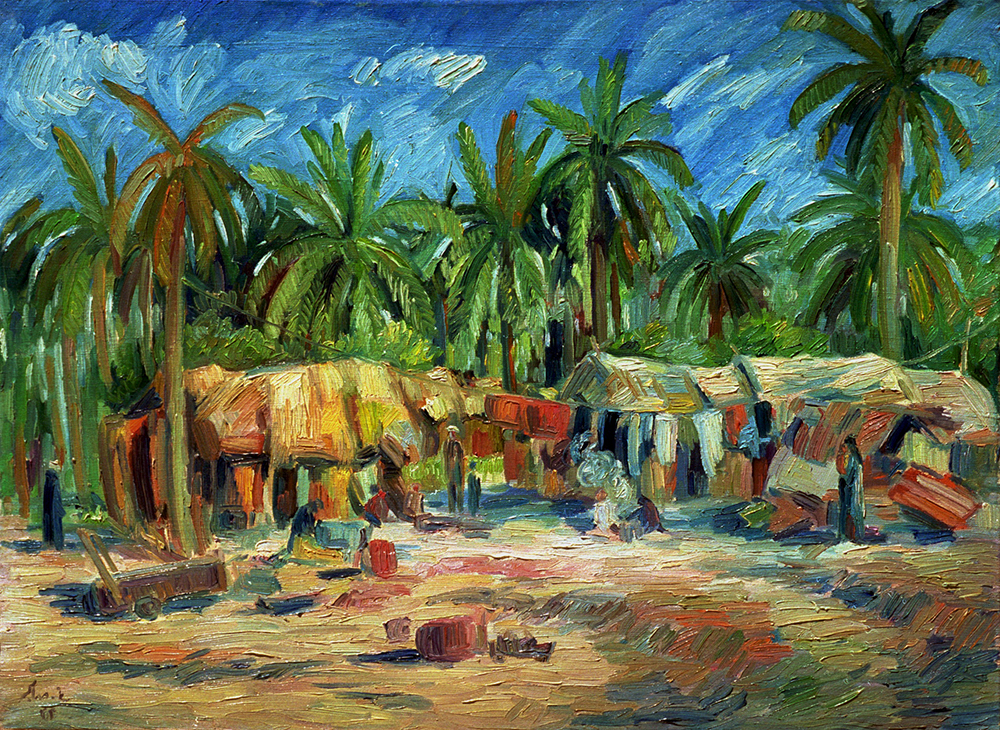
کلبه‌ها، خرمشهر، ۱۳۴۴، رنگ روغن روی بوم
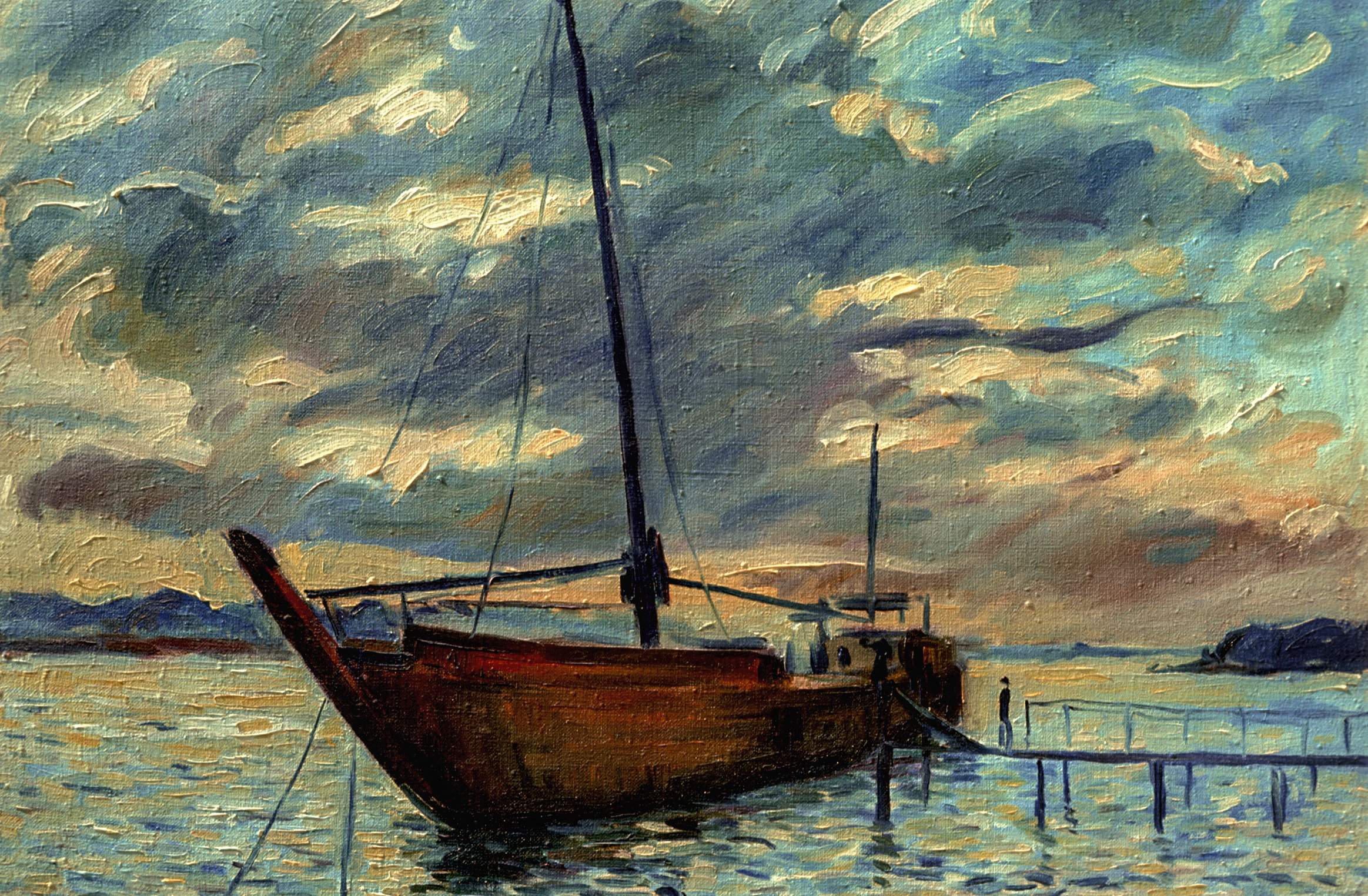
لنج روی کارون، ۱۳۴۶، رنگ روغن روی بوم
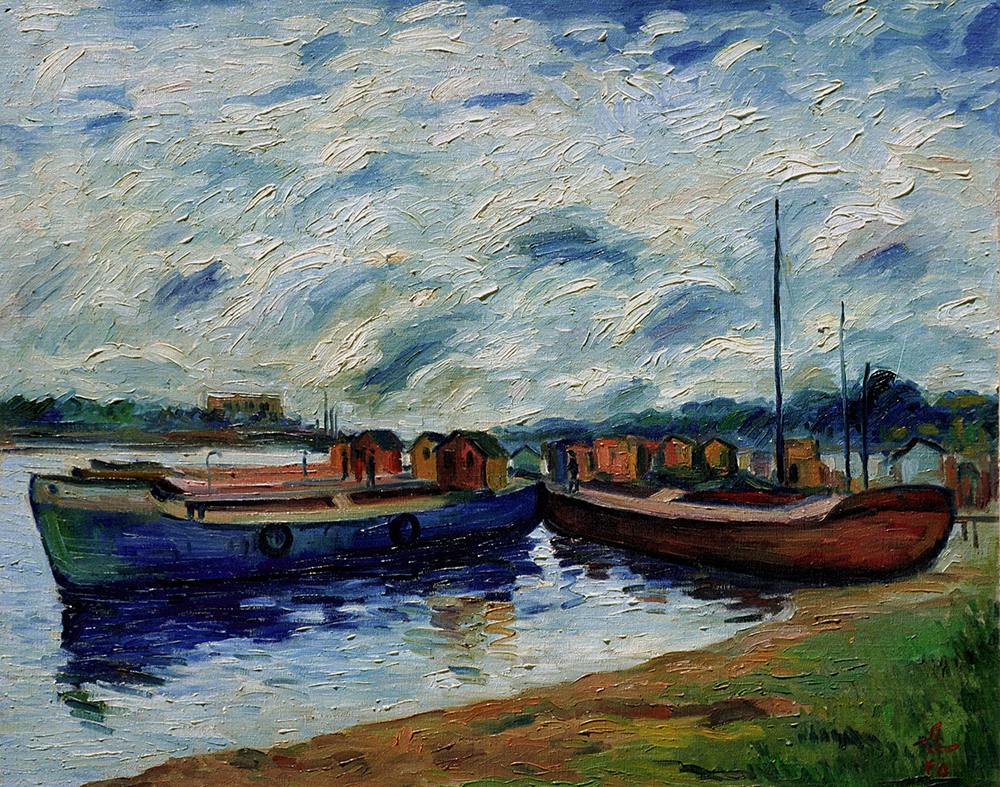
لنج‌ها در کناره کارون، خرمشهر، ۱۳۴۵، رنگ روغن روی بوم
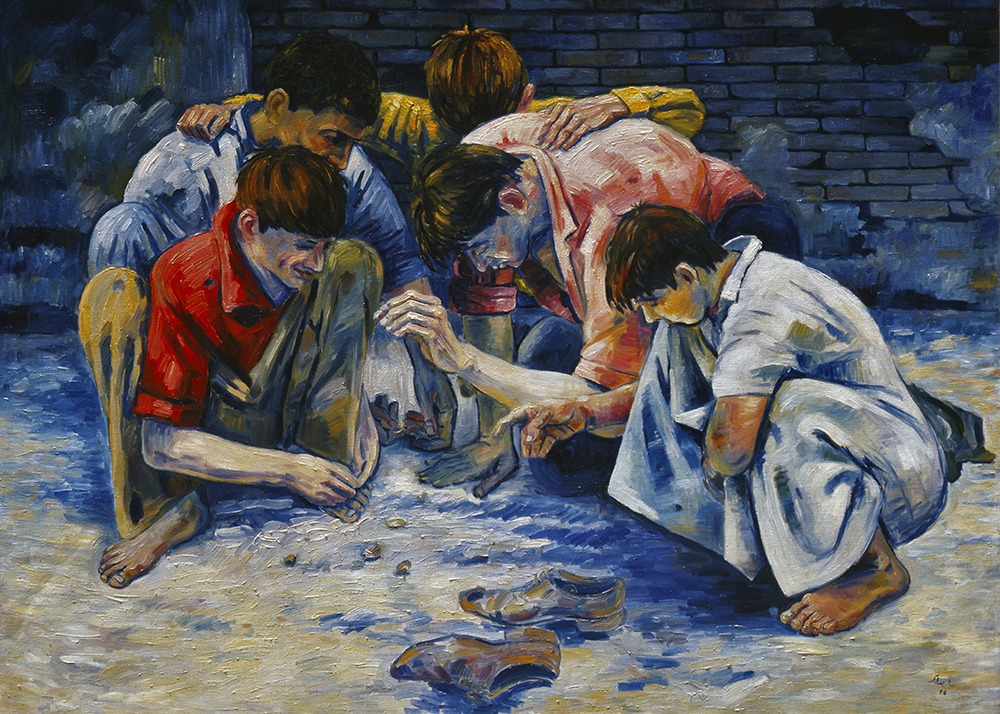
قماربازان، ۱۳۴۵، رنگ روغن روی بوم
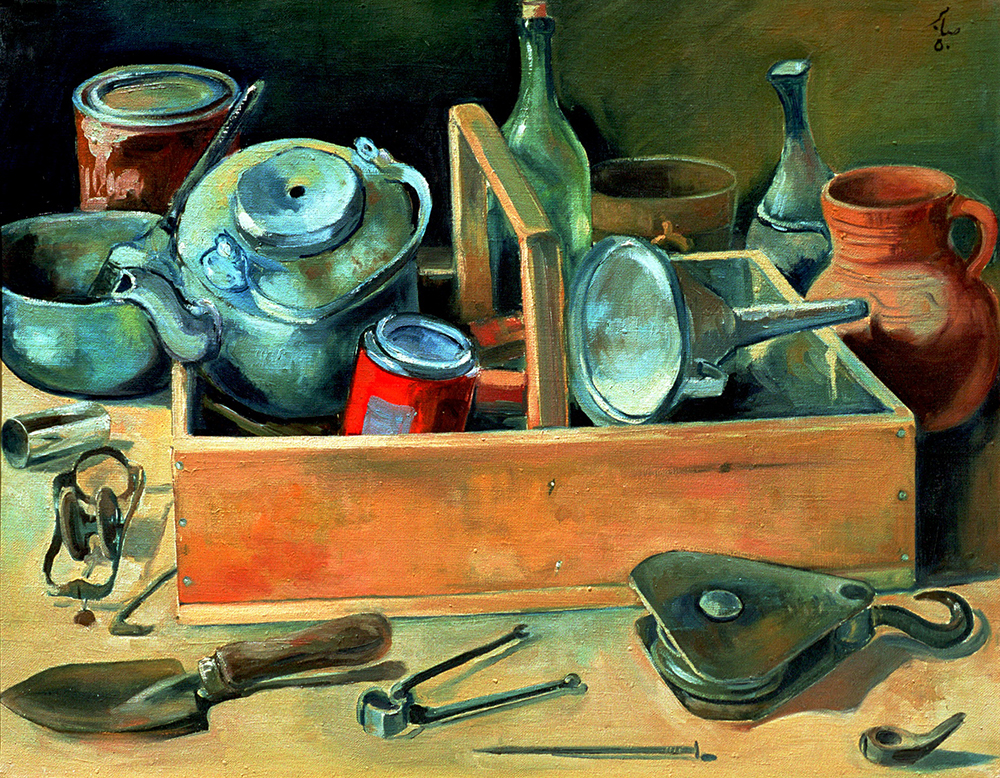
طبیعت بی جان، ۱۳۵۰، رنگ روغن روی بوم
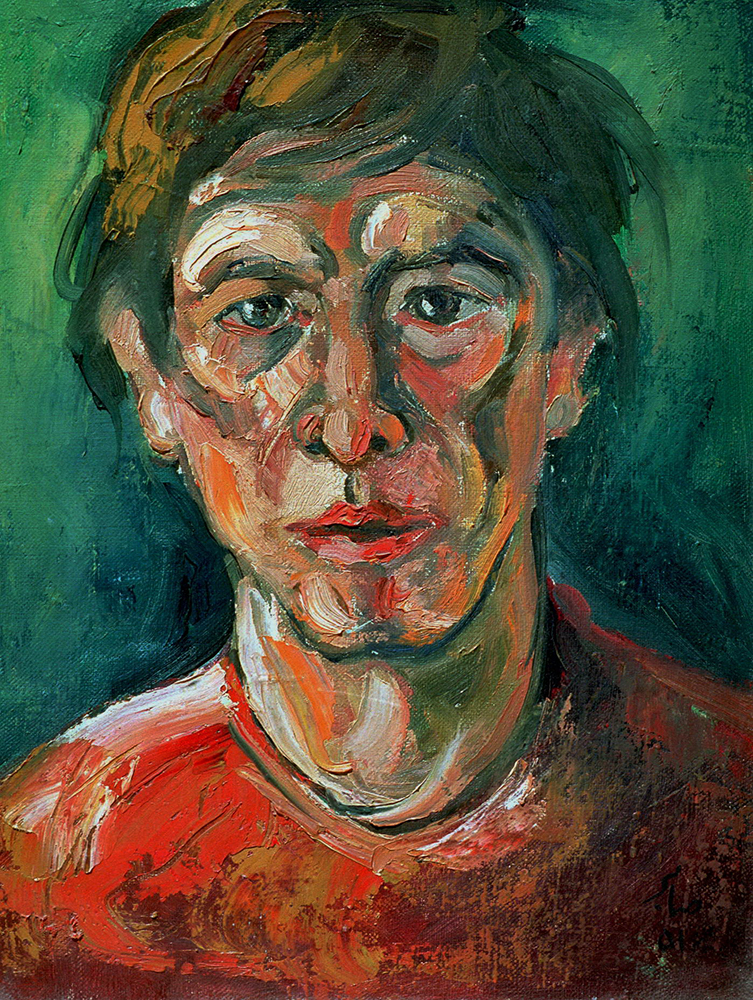
مرد دیوانه، ۱۳۵۱، رنگ روغن روی بوم

## کارهای امپرسیونیستی

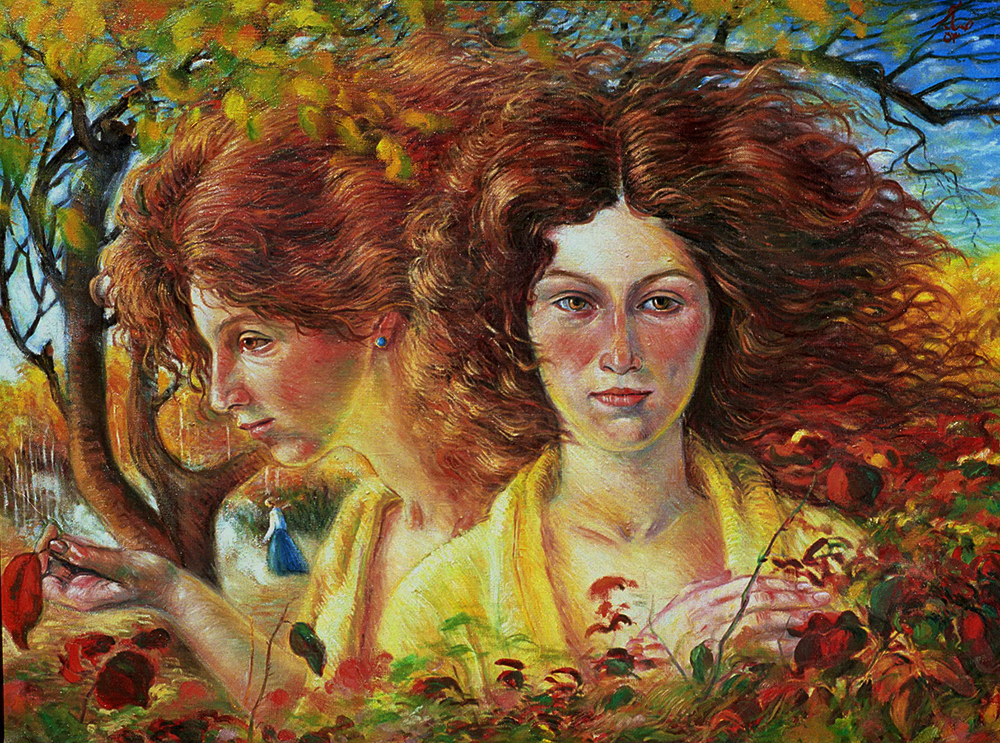
سارا، ۱۳۵۴، رنگ روغن روی بوم
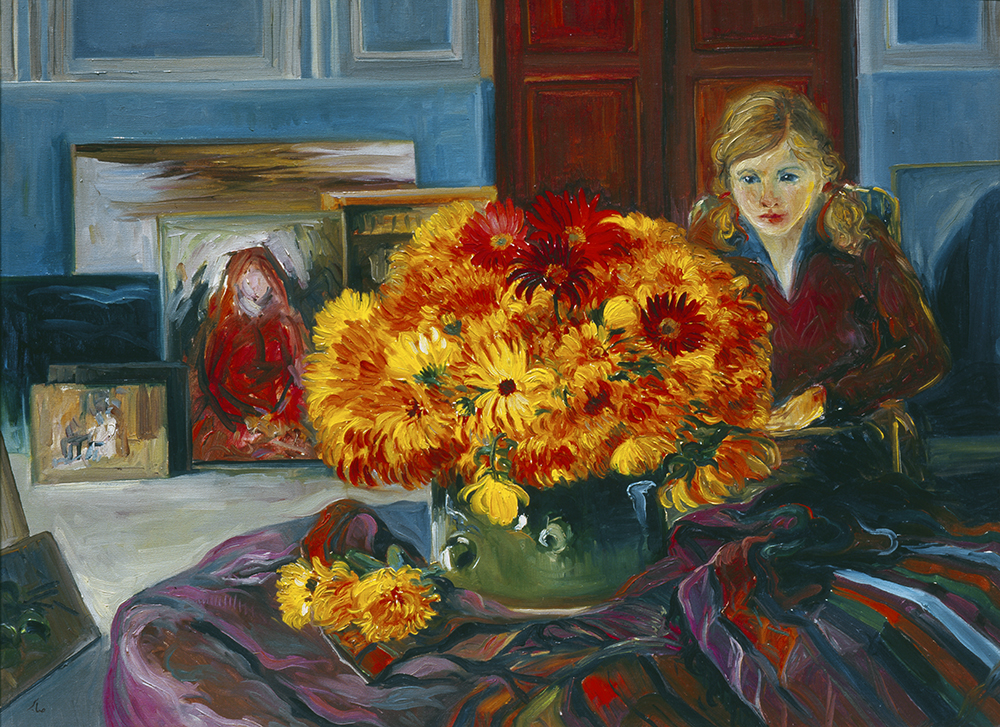
دختری در استودیو، ۱۳۵۵، رنگ روغن روی بوم
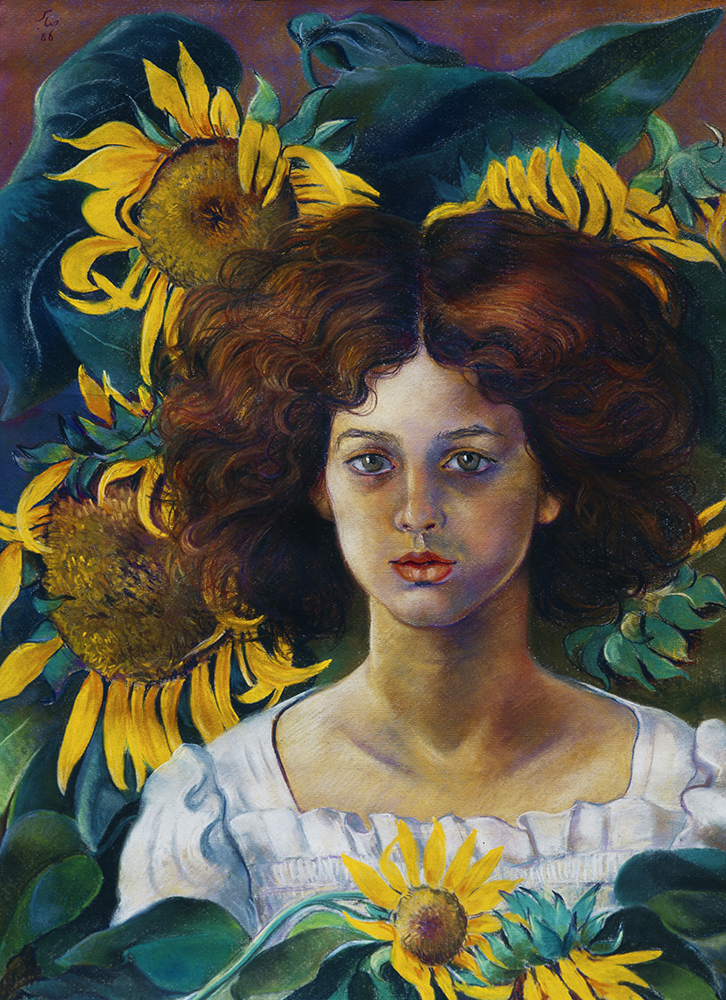
رخساره، ۱۳۵۵، پاستل
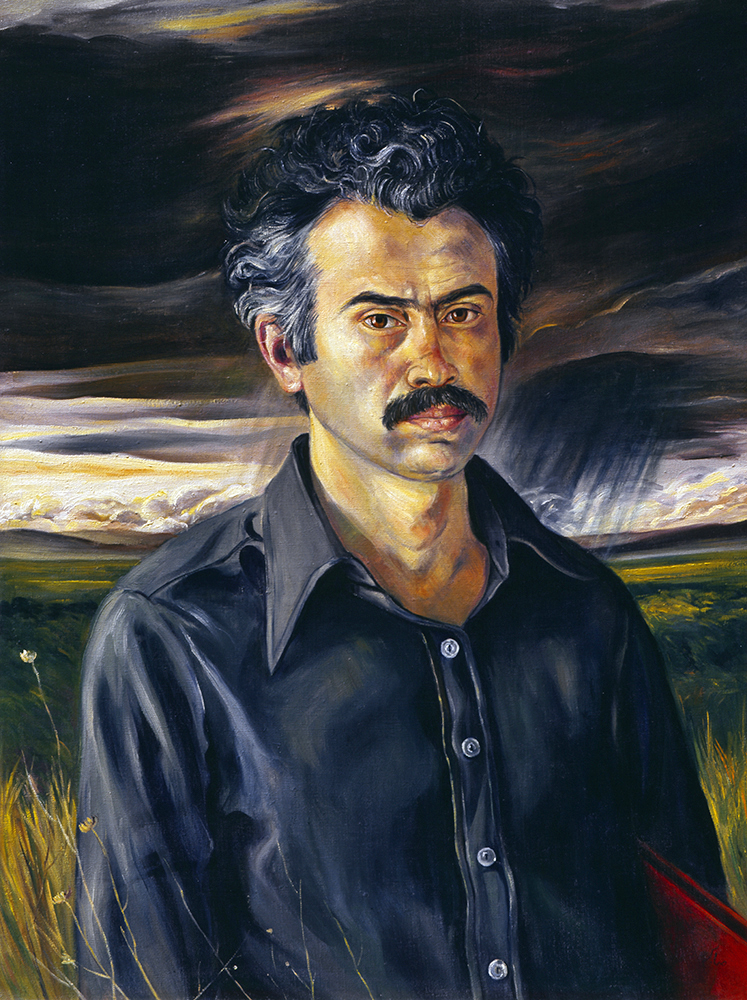
خودنگاره، ۱۳۵۶، رنگ روغن روی بوم
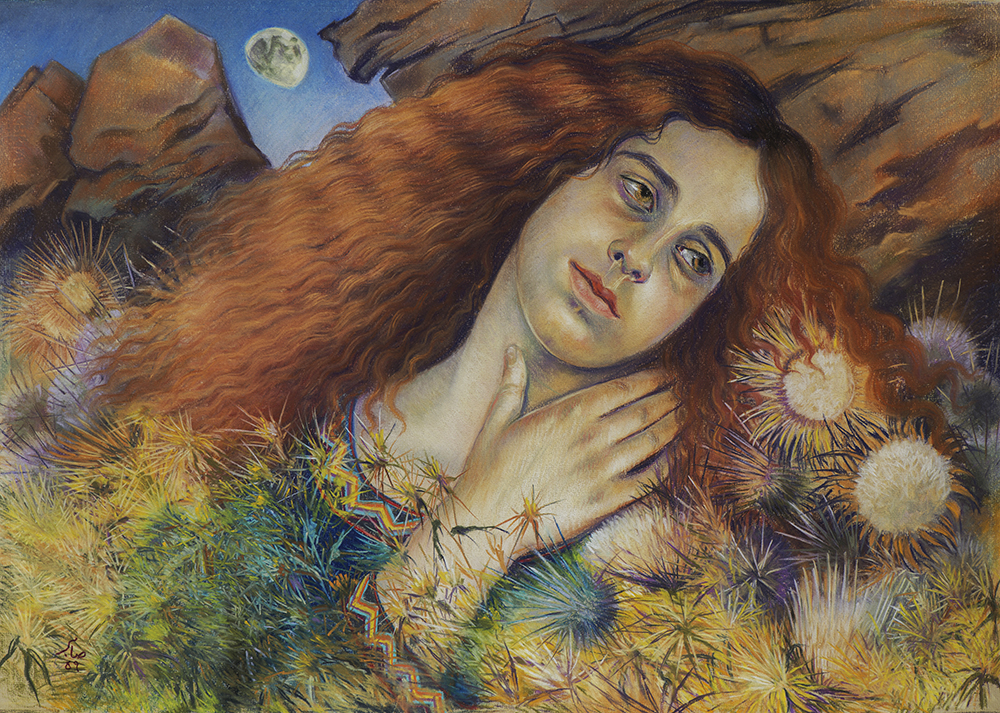
خارها، ۱۳۵۹، رنگ روغن روی بوم
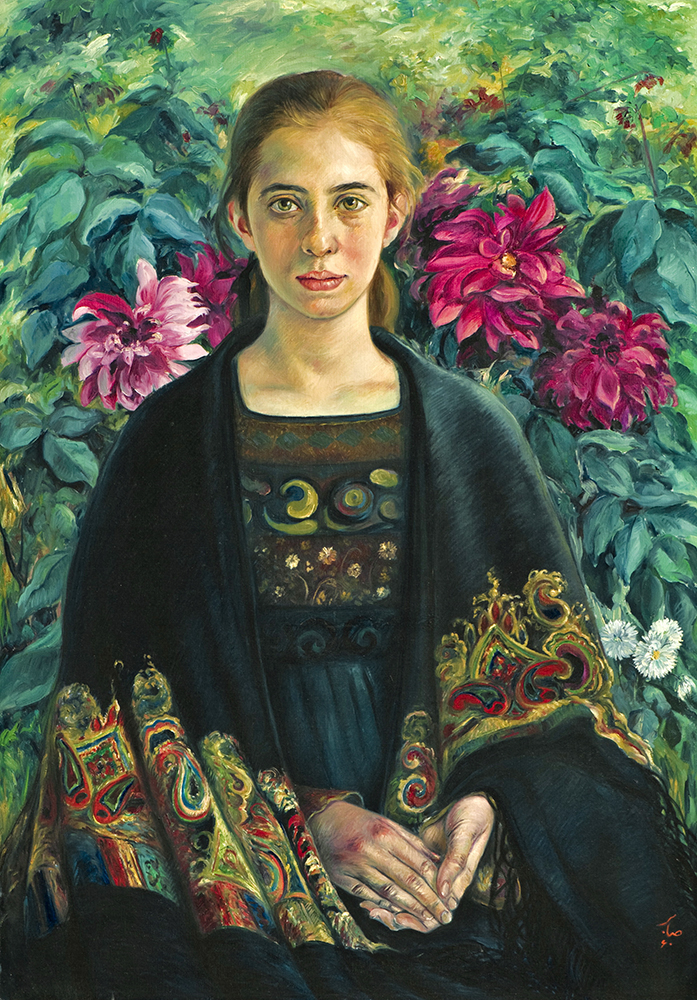
زهرا، ۱۳۶۰، رنگ روغن روی بوم
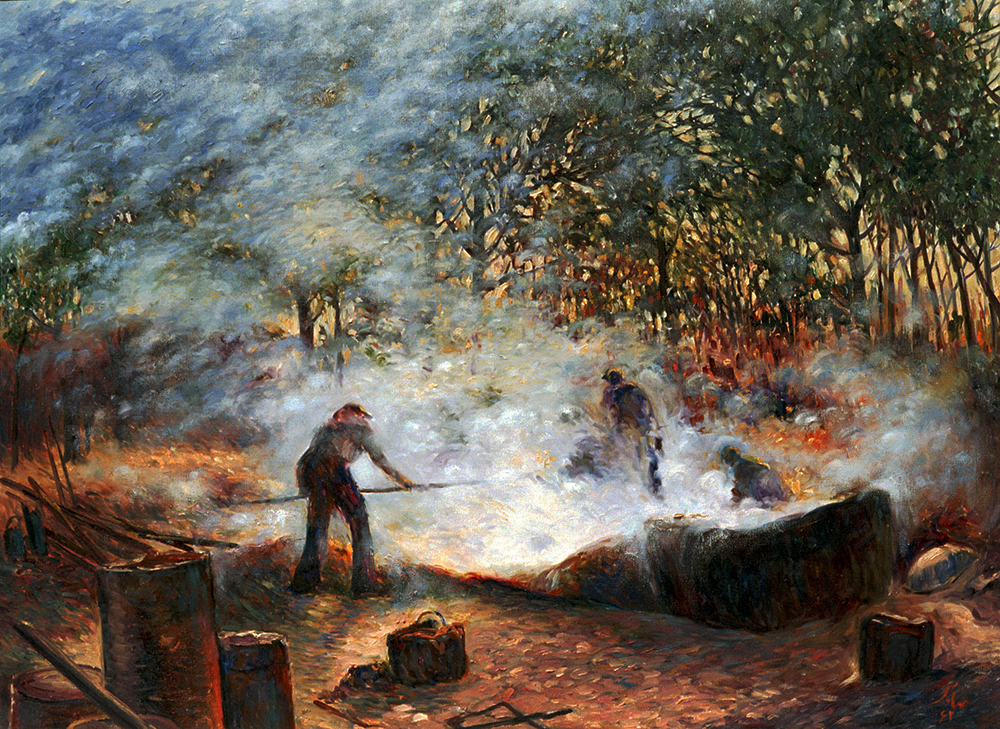
آسفالت کارها، ۱۳۶۲، رنگ روغن روی بوم
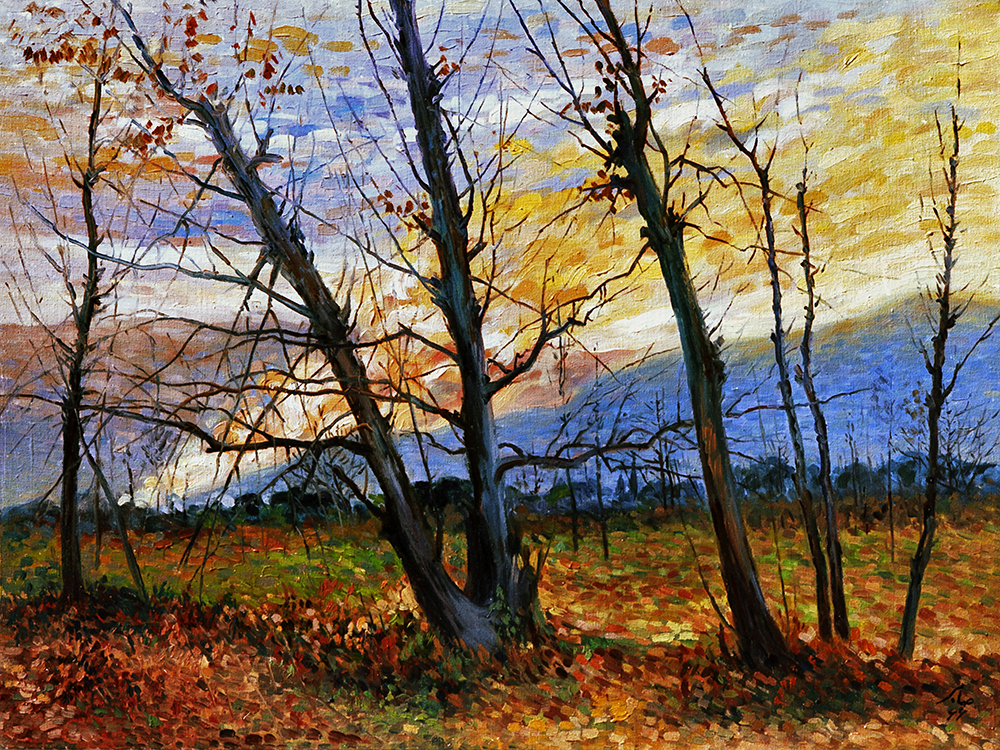
غروب، ۱۳۶۳، رنگ روغن روی بوم
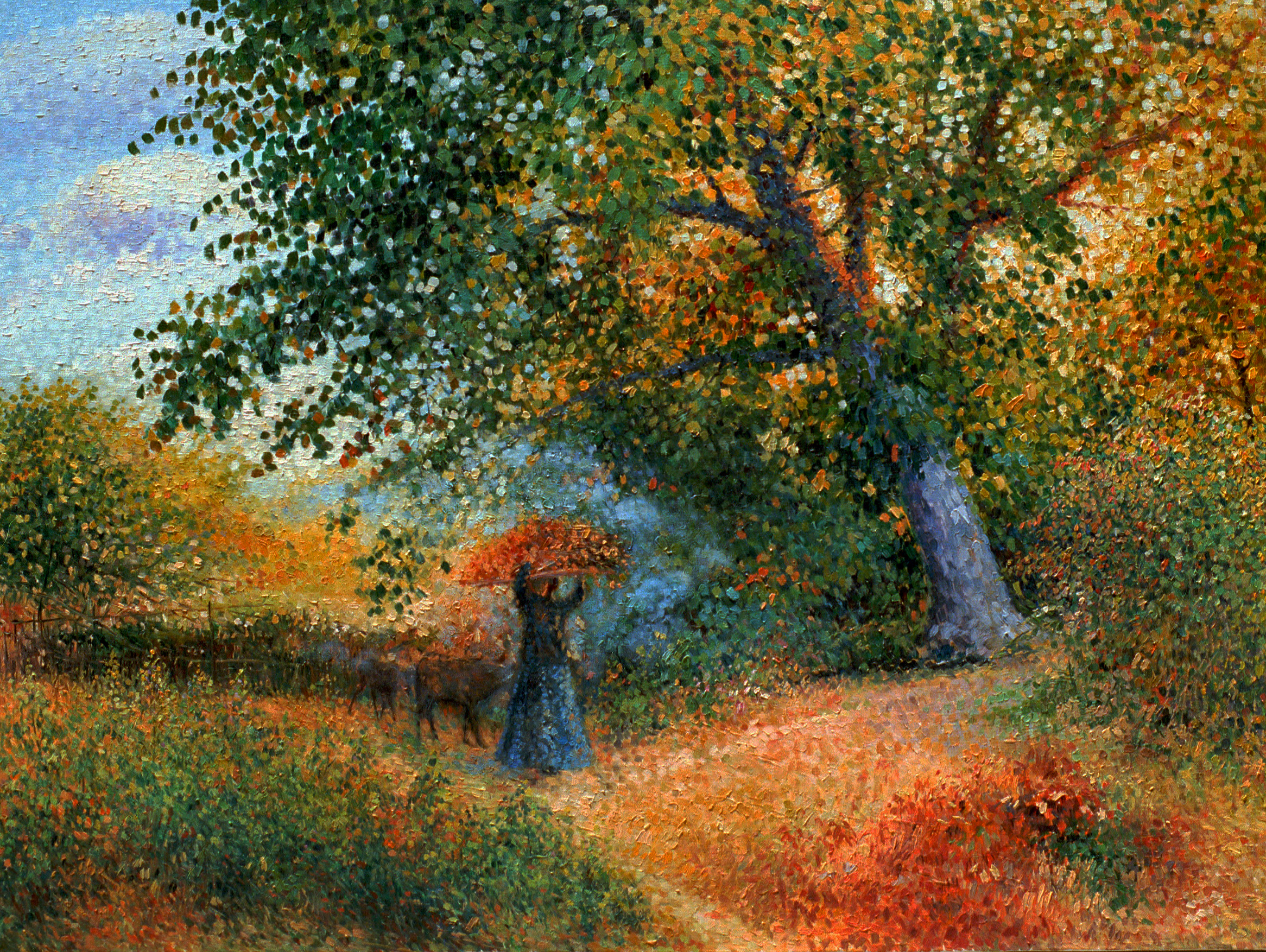
در باغ، ۱۳۶۵، روغن روی بوم
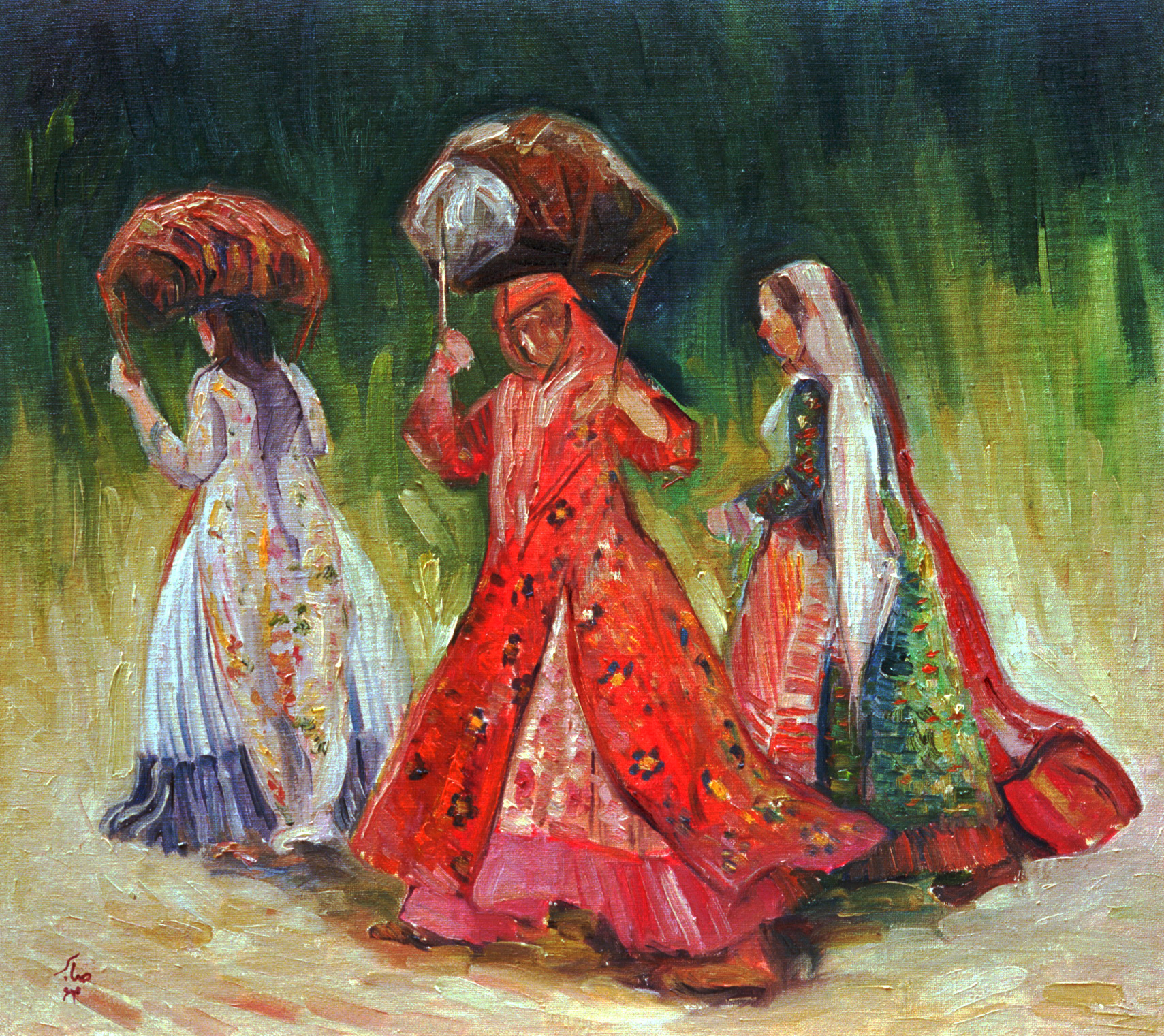
زنان عشایری، ۱۳۶۶، رنگ روغن روی بوم
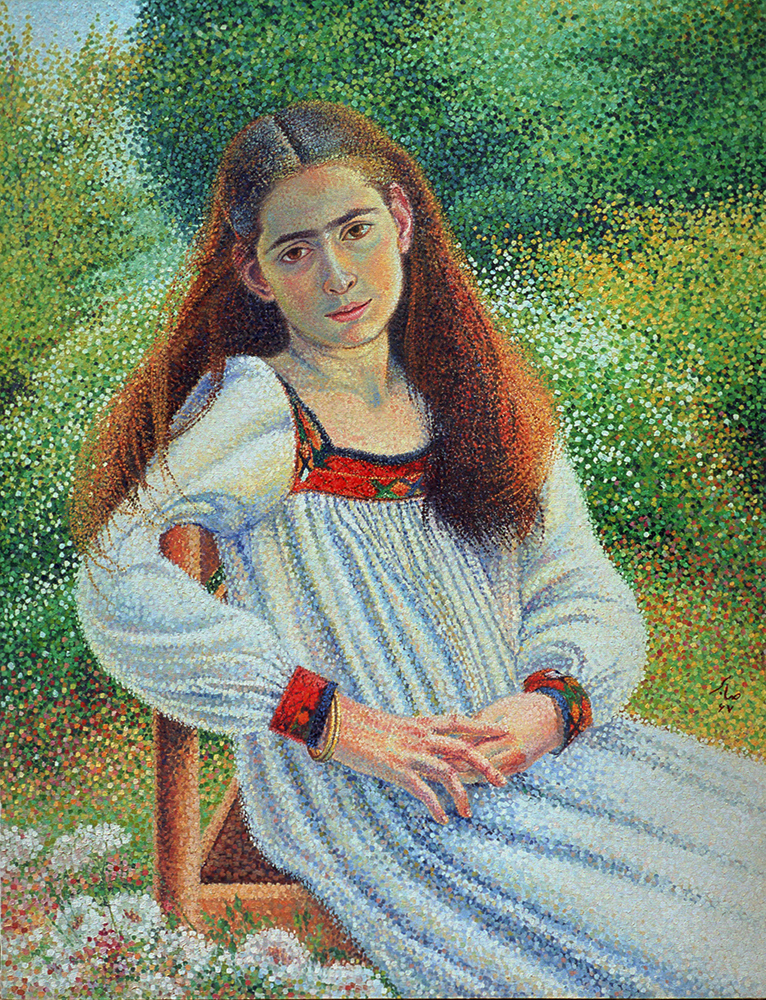
لیلا، ۱۳۶۷، رنگ روغن روی بوم
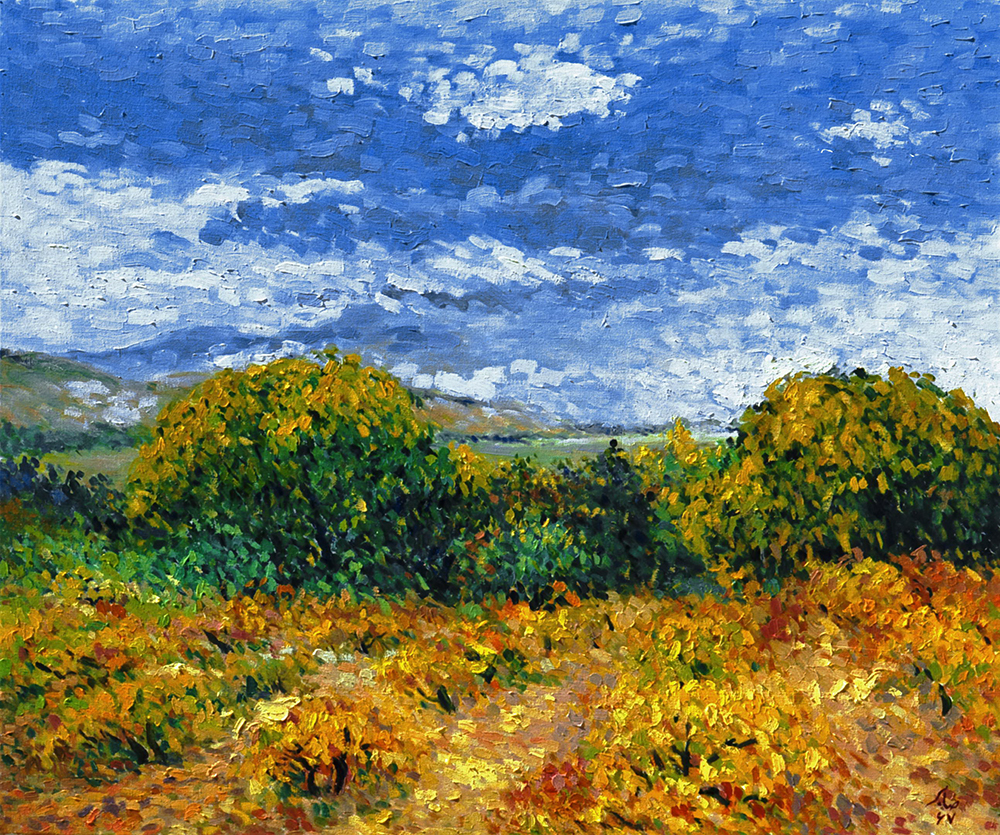
پشت مله، ۱۳۶۷، رنگ روغن روی بوم
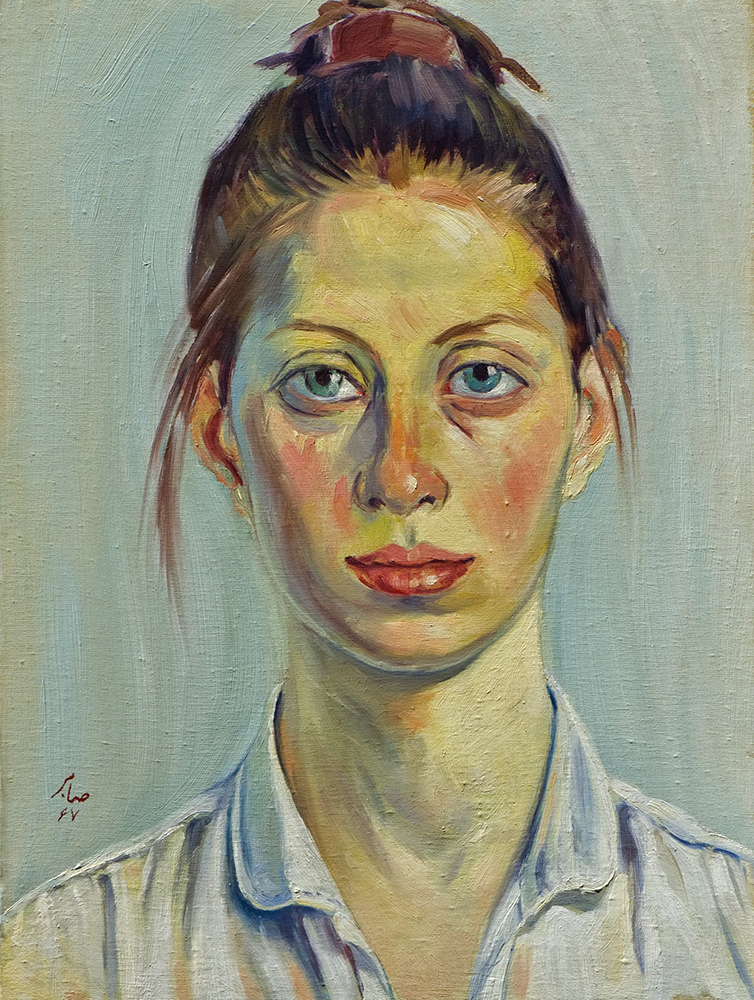
پرتره زهرا، ۱۳۶۷، رنگ روغن روی بوم
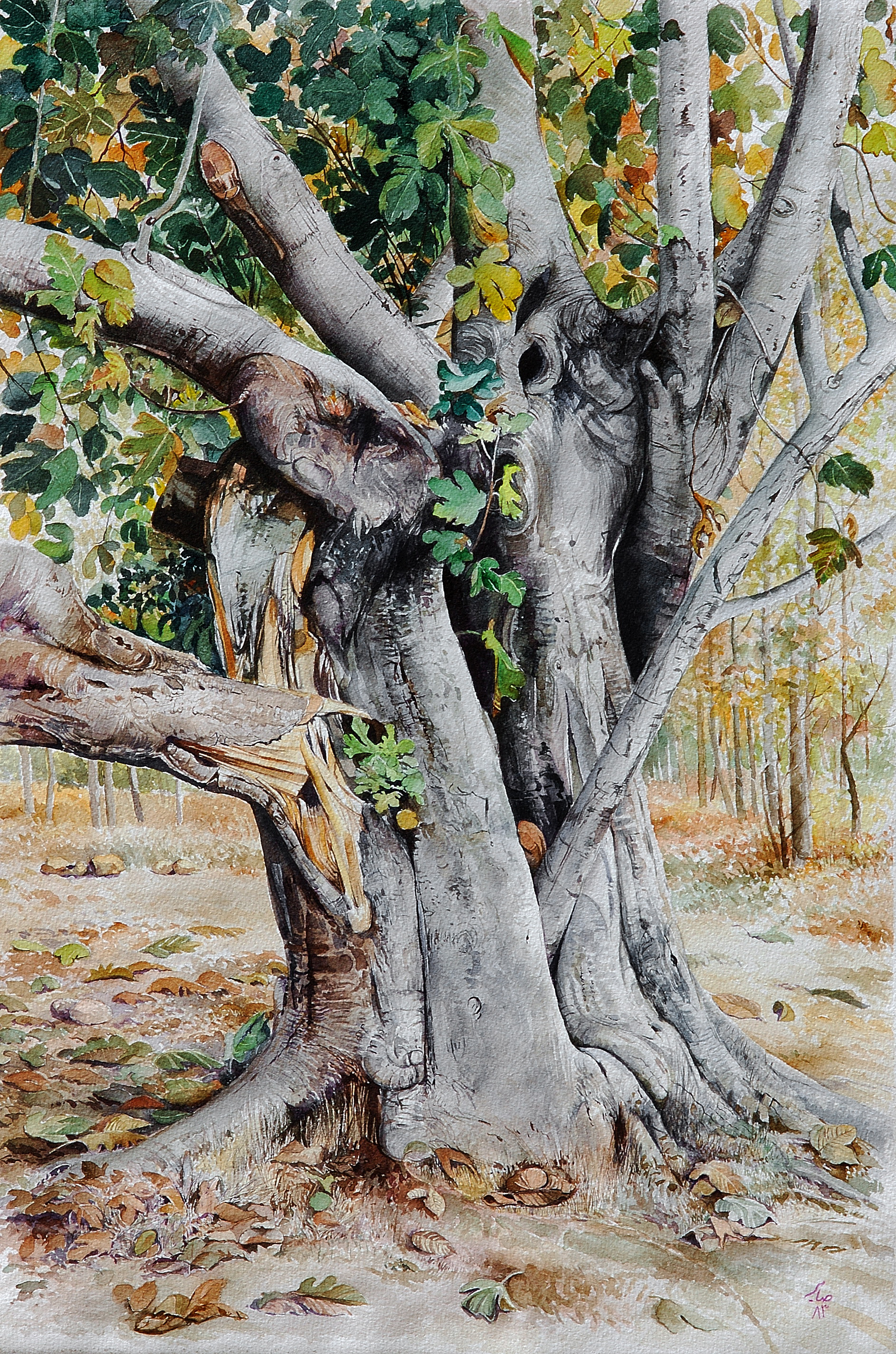
درخت انجیر، ۱۳۸۳، آبرنگ
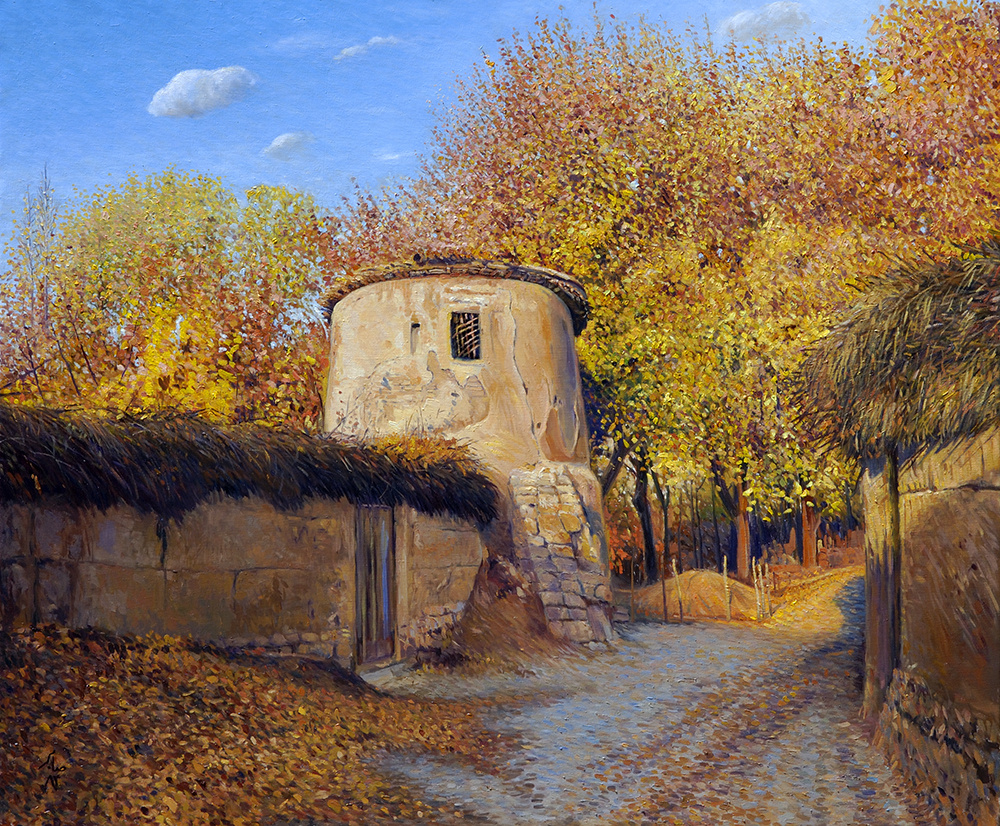
پاییز، ۱۳۸۴، رنگ روغن روی بوم
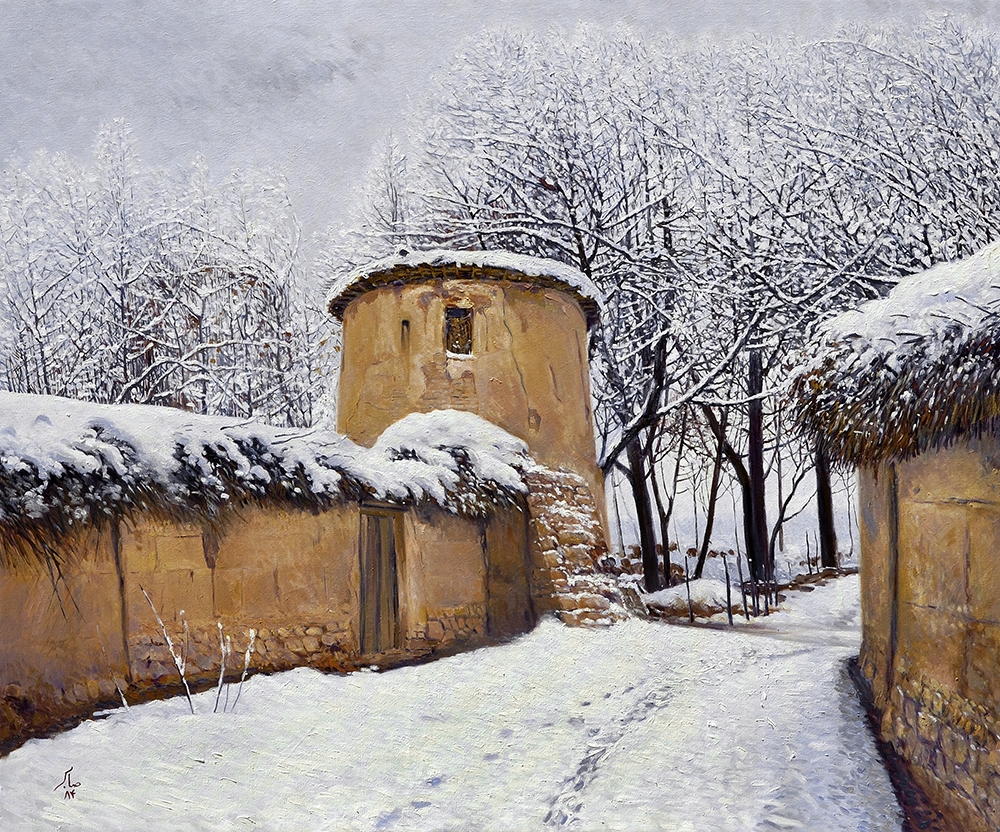
زمستان، ۱۳۸۴، رنگ روغن روی بوم
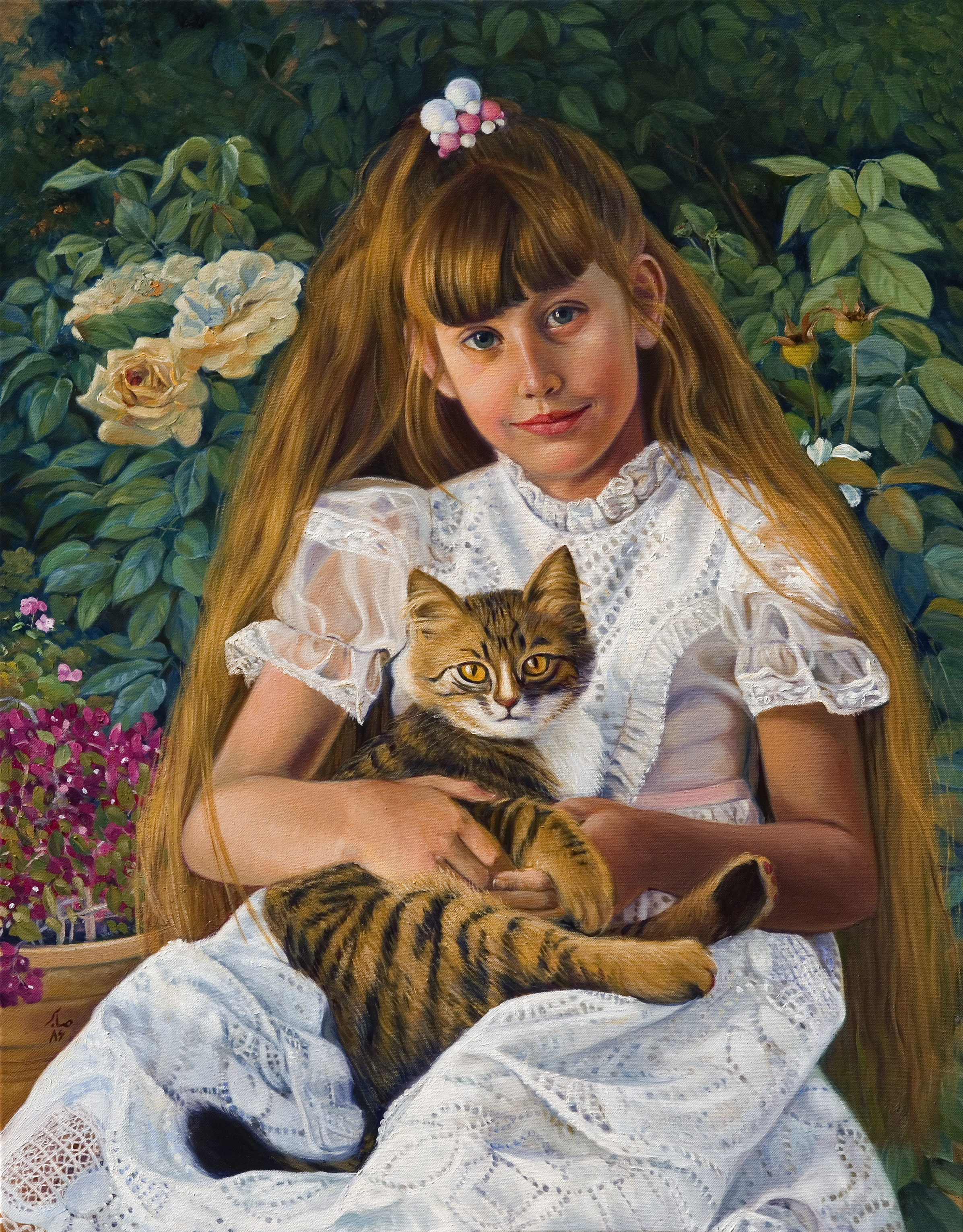
لیلا، ۱۳۸۶، رنگ روغن روی بوم
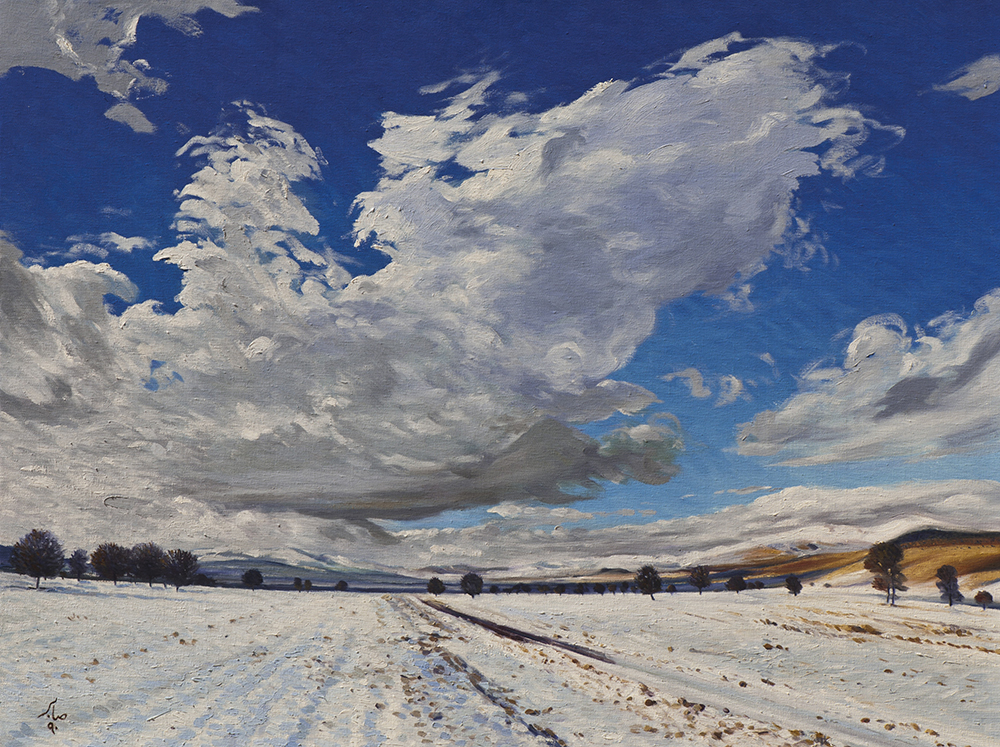
منظره، ۱۳۹۰، رنگ روغن روی بوم
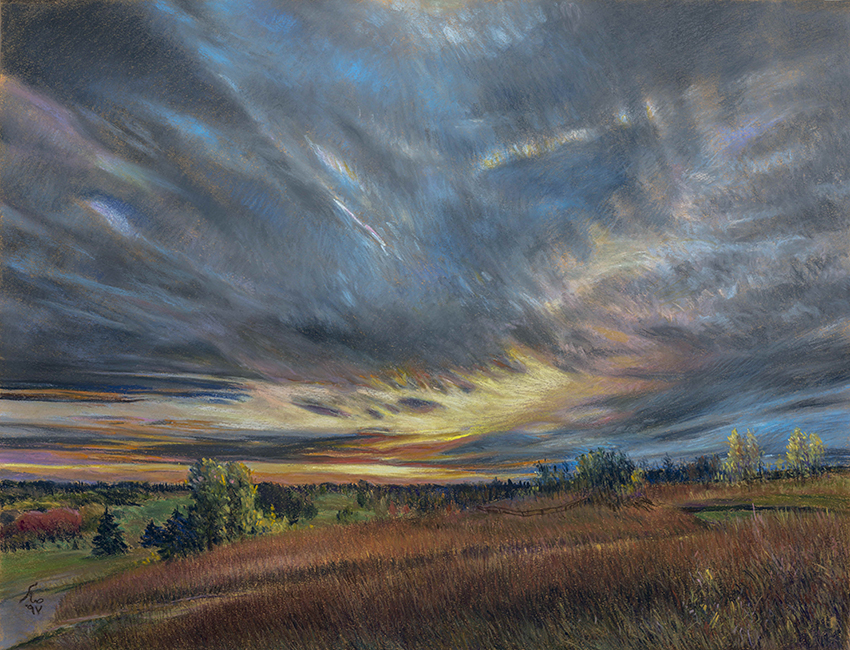
منظره شمال غربی کانادا، ۱۳۹۸، پاستل
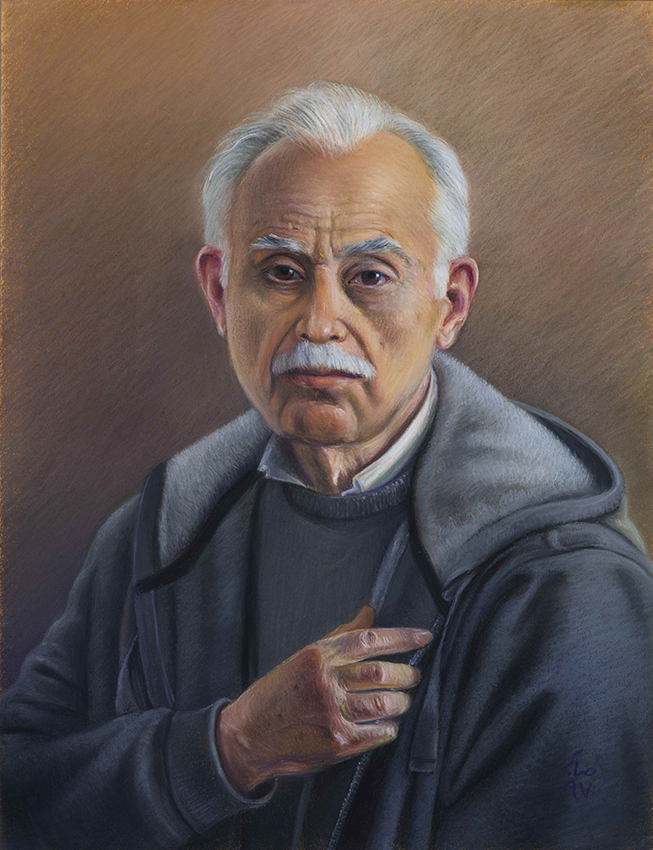
خودنگاره، ۱۳۹۸، پاستل
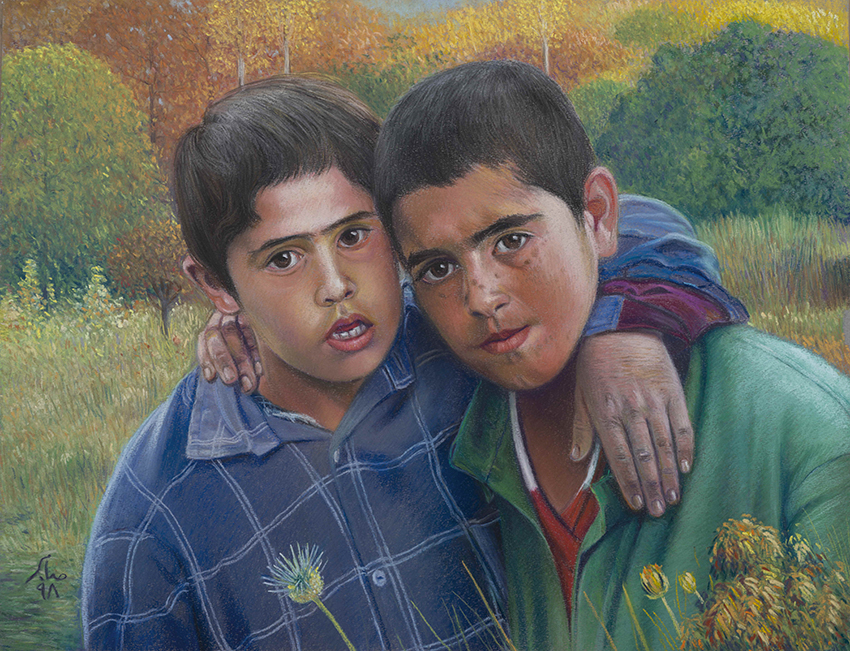
پسربچه های روستایی، ۱۳۹۹، پاستل
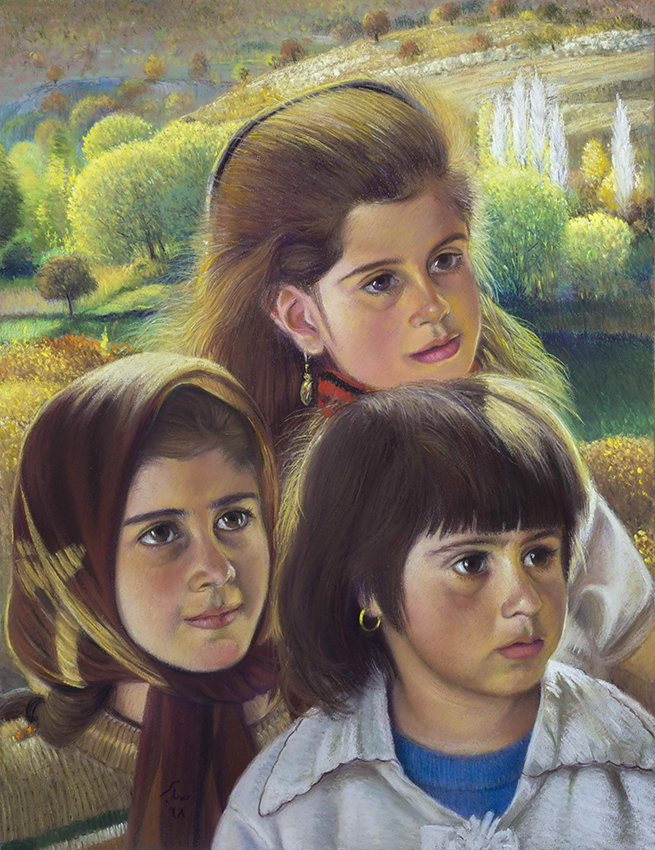
دختربچه های روستایی، ۱۳۹۹، پاستل
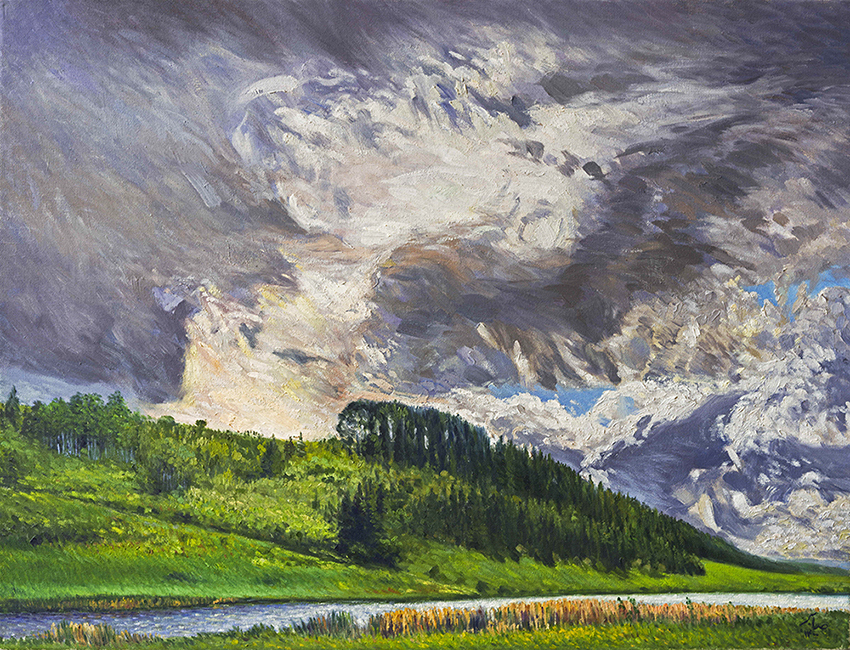
ابرهای طوفانی، کلگری، ۱۴۰۰، رنگ روغن روی بوم
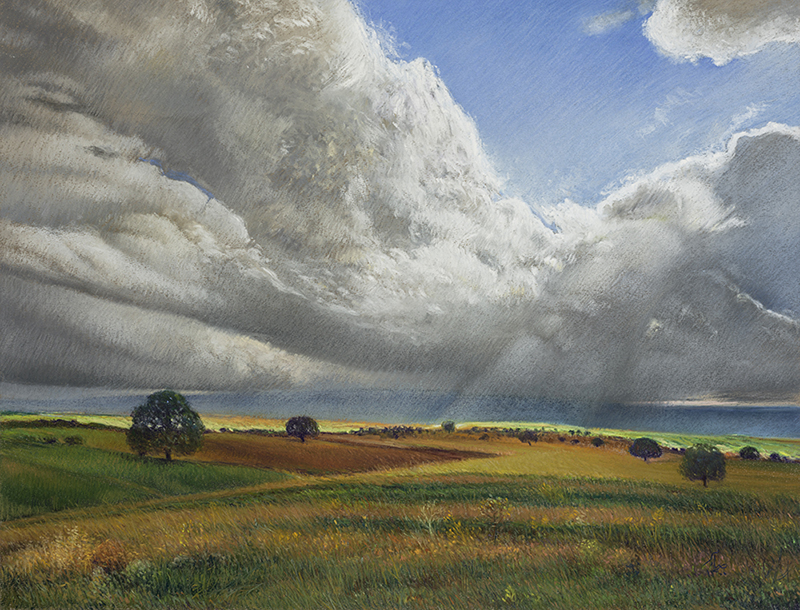
دشمن زیاری، ۱۴۰۰، پاستل

## نمایشگاه‌ها
- گالری وصال شیرازی، شیراز، ایران، ۱۳۹۸[۱۷]
- موزه هنر مشکین‌فام، شیراز، ایران، ۱۳۸۴[۱۴]
- نگارخانه سبز، نمایشگاه عکس، تهران، ایران، بهار ۱۳۷۶[۱۲]
- نگارخانه سبز، نمایشگاه نقاشی، تهران، ایران، پاییز ۱۳۷۶
- گالری سیحون، تهران، ایران، ۱۳۶۲[۱۸]
- نمایشگاه گروهی در گالری شیخ تهران ۱۳۵۶[۱۰]
- گالری وصال، شیراز ۱۳۵۶[۴]
- گالری وصال، شیراز ۱۳۵۴[۱۰]
- نمایشگاه در دانشکده ادبیات دانشگاه شیراز، ۱۳۴۲[۴]